# خابوشان
خابوشان (بالفارسية: خوبوشان) هي مستوطنة تقع في Khabushan District في إيران. يقدر عدد سكانها بـ 413 نسمة .